# Cryptocephalus rufofasciatus
Cryptocephalus rufofasciatus is een keversoort uit de familie bladkevers (Chrysomelidae). De wetenschappelijke naam van de soort werd in 1882 gepubliceerd door Semyon Martynovich Solsky.